# Fritz Zweig
Fritz Zweig (* 8. September 1893 in Olmütz, Österreich-Ungarn; † 28. Februar 1984 in Los Angeles) war ein austroamerikanischer Dirigent, Pianist und Komponist.

## Leben

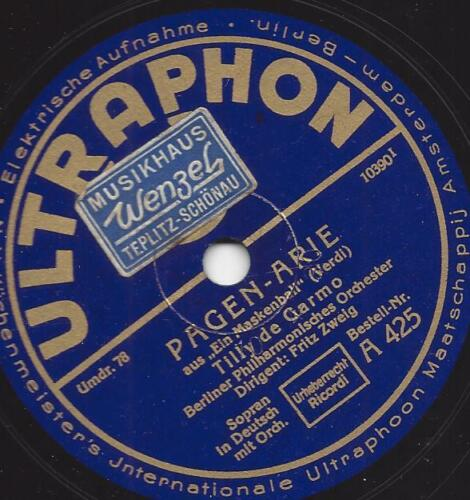
Fritz Zweig dirigiert das Berliner Philharmonische Orchester, ca. 1926

Fritz Zweig war Privatschüler von Arnold Schönberg in Wien und Berlin. Von 1913 bis 1933 war er als Korrepetitor und Kapellmeister an verschiedenen deutschen Opernhäusern tätig, so an der Großen Volksoper, der Städtischen Oper, der Krolloper und ab 1927 an der Staatsoper Unter den Linden. In der Zeit des Nationalsozialismus verlor er 1933 seine Arbeitsmöglichkeit in Deutschland. Er floh zunächst nach Frankreich. Ab 1934 wirkte er als Dirigent am Deutschen Theater in Prag, musste jedoch 1938 erneut fliehen und ließ sich in Paris nieder. Dort dirigierte er an der Pariser Oper und bei Gastspielen u. a. in London und Moskau. Nach der Deutschen Besetzung Frankreichs im Zweiten Weltkrieg ging er schließlich 1940 ins Exil in die Vereinigten Staaten. Er lebte zuletzt in Hollywood und unterrichtete an der Music Academy of the West in Santa Barbara (Kalifornien). Zu seinen Schülern zählte Lawrence Foster. Verheiratet war er seit 1924 mit der Opernsängerin Tilly de Garmo.